# San Marcos-híd
A San Marcos-híd a mexikói 32D jelű autópálya egyik hídja. A Puebla államban található építmény az egész Föld egyik legmagasabb hídja: egyik oszlopa 225 m-es.

## Leírás

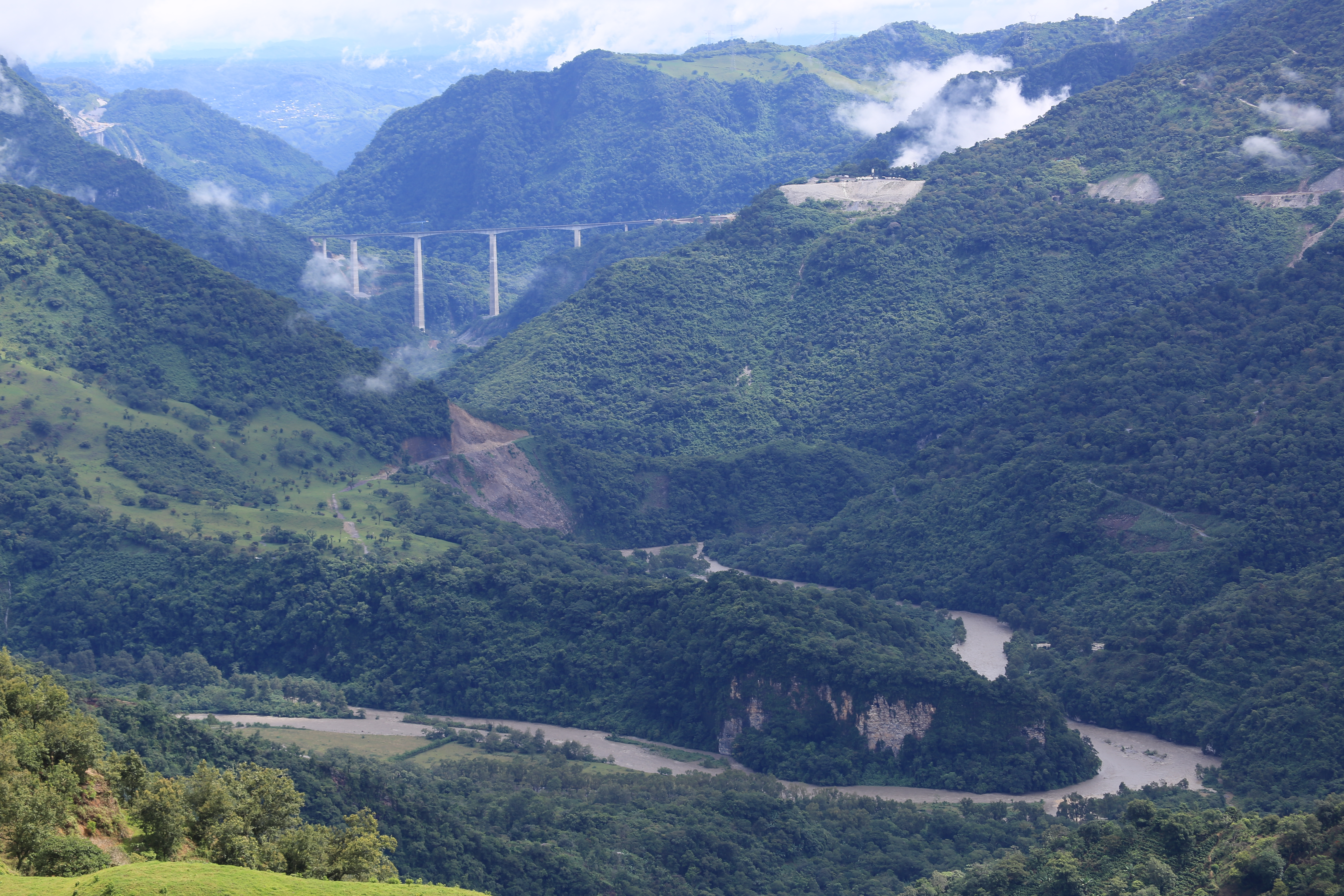
A híd és környezete

A Nuevo Necaxa és Villa Ávila Camacho települések között található hidat a Mexikóvárost Túxpammal összekötő autópálya részeként tervezték meg. Antonio Ortiz Miranda mérnök vezette építése 2012 novemberére már befejeződött, de a közlekedők csak 2014 őszén vehették használatba, mert az autópálya többi része csak akkorra készült el. Építéséhez különleges, ellenálló anyagokat használtak, a szélnyomáspróbát pedig Dániában végezték el egy méretarányos modell segítségével.
A San Marcos folyón átívelő hidat összesen 77 betonoszlop tartja, ezek felépítéséhez 6000 m³ anyagot használtak fel. A legmagasabb (4. számú) oszlop 225 méter magas, ennél hosszabbal pedig (legalábbis amikor épült) csak egy híd rendelkezett a világon: a franciaországi Millau-i völgyhíd. A San Marcos-híd hossza 850 méter, szélessége 18,7 méter.